# Novak liebt Amerika
Novak liebt Amerika ist ein US-amerikanischer Spielfilm unter Regie von Stephen Roberts aus dem Jahr 1935. Der Film entstand nach einer Story von Norman Krasna und Don Hartman.

## Handlung
Der Tscheche Karel Novak hat einen Traum. Er möchte gern Farmer in den USA werden. Als er aus Europa in New York ankommt, erfährt er auf Ellis Island, dass das „Eintrittsgeld“ ins Land der unbegrenzten Möglichkeiten auf 200 $ gestiegen ist. Karel fehlen 142 $ und er wird mit dem nächsten Schiff wieder nach Europa zurückgeschickt. Als das Schiff den Hafen von New York verlassen will, springt Karel über Bord und schwimmt ans Ufer. Ohne Geld wandert er nun durch die Straßen von Manhattan. Hungrig stiehlt er Donuts und wird dabei von der jungen Tänzerin Sylvia Dennis erwischt. Die junge Frau nimmt ihn in ihre Wohnung mit, wo sie mit ihrem minderjährigen Bruder Frank lebt. Hier kann Karel zunächst unterkommen. Gemeinsam mit Frank verdient er etwas Geld mit Zeitungaustragen. Schließlich erhält er einen Job als Taxifahrer und träumt davon, ein Millionär zu werden und Sylvia zu heiraten.
Als Frank wegen seiner andauernden Schulverweigerung vor Gericht kommt, wird er dazu verurteilt, in einer staatlichen Einrichtung untergebracht zu werden. Seine Schwester Sylvia darf ihn erst wieder zu sich nehmen, sobald sie verheiratet ist. Als der Junge schließlich aus der Obhut seiner Schwester genommen wird, riskiert Karel sogar seine Abschiebung, um Sylvia zu helfen. Karel hat jedoch Glück und der nette Polizeibeamte Murphy verschafft dem illegalen Einwanderer legale Papiere und verlangt, dass Karel Sylvia bis zum Morgengrauen heiratet.